# Al Hasan Al-Yami
Al Hasan Al-Yami (arab. الحسن اليامي; ur. 21 sierpnia 1972 roku) – saudyjski piłkarz występujący na pozycji napastnika. Obecnie gra w zespole Najran SC.

## Kariera klubowa
Al Hasan Al-Yami zawodową karierę rozpoczynał w 1999 roku w Ittihad FC. W debiutanckim sezonie sięgnął z nim po mistrzostwo kraju. W rozgrywkach saudyjskiej ekstraklasy Al-Yami zwyciężał także w latach 2001 oraz 2003. Razem z drużyną Ittihad FC Al-Yami odnosił także wiele innych sukcesów. W 2002 roku Saudyjczyk wraz z drużyną zwyciężył w rozgrywkach Crown Prince Cup, w 2000 roku triumfował też w turnieju Gulf Club Champions Cup i sięgnął po Arabską Ligę Mistrzów. W 2005 roku Al-Yami zdecydował się zmienić klub i podpisał kontrakt z drugoligowym klubem Najran.

## Kariera reprezentacyjna
W 2002 roku Nasser Al-Johar powołał Al-Yamiego do 23-osobowej kadry reprezentacji Arabii Saudyjskiej na Mistrzostwa Świata. Na boiskach Korei Południowej i Japonii Saudyjczycy nie zdobyli ani jednego punktu i odpadli już w rundzie grupowej. Na turnieju tym Al-Yami wystąpił we wszystkich trzech spotkaniach. W pojedynku przeciwko Niemcom (0:8) w 77 minucie został zmieniony przez Abdullaha Jumaana Al-Dosariego, w meczu z Kamerunem (0:1) w 35 minucie zastąpił Obeida Al-Dosariego, a w spotkaniu przeciwko Irlandii (0:3) rozegrał pełne 90 minut. Dla drużyny narodowej Al-Yami zaliczył łącznie 21 występów i zdobył pięć bramek.